# Anselmo Marchi
Anselmo Marchi (Lucca, 8 giugno 1920 – Belvedere Ostrense, 21 luglio 1944) è stato un partigiano italiano.
Medaglia d'oro al valor militare alla memoria.

## Biografia
Aveva frequentato l'Accademia navale di Livorno e nel 1943, sottotenente di vascello, si trovava in Sardegna, ad Olbia, base della 146ª Squadriglia idrovolanti. Trasferito in Continente e assegnato al Dipartimento marittimo di Taranto, chiese di far parte del Reggimento di Marina "San Marco". Anselmo Marchi ebbe poi il comando di una compagnia di arditi del Battaglione "Grado" che, dopo la liberazione dell'Italia meridionale, entrò a far parte, nella primavera del 1944, del Corpo Italiano di Liberazione. 
In ricordo del valoroso concittadino, a Lucca è stata posta una targa nella via che, proprio ad Anselmo Marchi, il Comune ha intitolato.